# Klášter Hradiště nad Jizerou
Pour les articles homonymes, voir Klášter.
Klášter Hradiště nad Jizerou (en allemand : Kloster an der Iser) est une commune du district de Mladá Boleslav, dans la région de Bohême-Centrale, en République tchèque, qui s'est édifiée au moyen âge autour de l'abbaye de Hradiště (détruite en 1420). Sa population s'élevait à 999 habitants en 2020.

## Géographie
Klášter Hradiště nad Jizerou est arrosée par la Zábrdka et se trouve sur la rive droite de la Jizera, à 2 km à l'ouest de Mnichovo Hradiště, à 13 km au nord-nord-est de Mladá Boleslav et à 62 km au nord-est de Prague.
La commune est limitée au nord par Horní Bukovina et Jivina, à l'est par Mnichovo Hradiště, au sud par Ptýrov et à l'ouest par Bílá Hlína.

## Histoire
La première mention écrite du village date de 1144.